# 一簣抄
『一簣抄』（いっきしょう）は、江戸時代中期の『源氏物語』の注釈書である。全73巻74冊。正徳6年閏2月5日（1716年3月28日）の成立。

## 概要
江戸時代中期の『源氏物語』の注釈書である。著者は近衛家第20代当主の近衛基煕。このころは『源氏物語』の注釈史の中ではすでに新注の時代に入っているにもかかわらず、本書の内容には新注の影響は全く認められず、旧注そのものである。その一方で、近世堂上社会における『源氏物語』の受容状況の反映がみられる。

## 名称
「一簣抄」とは、近衛基煕自筆本の表題に書かれている名称であり、序文に「よりて一簣抄と名づく」とあることから、著者である近衛基煕自身が名付けたものであると考えられる。「源氏物語一簣抄」あるいは「源氏一簣抄」とも呼ばれる。「一簣」とは、もっこ一杯の土のことで「わずかなもの」を意味する。『論語』「子罕第九」にある、わずかなものでも積み重なると山になるとの譬えから、この書物のわずかな注釈から『源氏物語』全体を理解することにつなげることを意図しているとみられ、このような命名名称は『水原抄』『河海抄』『細流抄』『山下水』『岷江入楚』などのような、注釈を水の流れに譬えて少しずつの注釈が集まって大きな流れになるとする名称を持った、古注釈の流れを受け継ぐことを意識しているとみられる。

## 内容

### 構成
序文と凡例からなる首巻が1冊、各巻の注釈が本文の無い雲隠を含み、第02帖 帚木、第09帖 葵、第10帖 賢木、第12帖 須磨、第13帖 明石、第21帖 少女、第22帖 玉鬘、第29帖 行幸、第31帖 真木柱、第34帖 若菜上、第35帖 若菜下、第44帖 竹河、第46帖 椎本、第47帖 総角、第49帖 宿木、第50帖 東屋、第51帖 浮舟、第53帖 手習がそれぞれ2巻を費やしているため、73冊となっている。

### 5つの柱
近衛基煕は本書の序文において、本書は以下の要素からなるとしている。
- 『河海抄』、『花鳥余情』および三条西実隆以来の伝統的な三条西家の学説。これらの学説は主として岷江入楚によって引かれる[3]。
- 近衛基煕が「浅黄表紙ノ本」と呼んだ中院通茂の講釈の近衛信尋による聞書[4]。
- 近衛基煕自身が後西天皇と後水尾天皇から直接受けた教え[5]。この両者の教えを引く中でこの両者の師にあたる烏丸光廣の説も多く引かれる[6]。
- 本文の読み方。諸抄（それまでのさまざまな注釈書）で違いがあるため[7]。
- 近衛基煕の自説。「愚説」・「愚注」として記される[8]。

### 一簣抄と講釈
序文において、「ある人物に源氏物語の講釈をする必要が生じたため」としている。文中に明記されてはいないが、「ある人物」とは著者近衛基煕の孫である近衛家久のことであると考えられる。
そのため本書の中には、しばしば「コレマテ講釈一座分也」や「コレヨリ講釈二座メ也」といった「講釈のための注意書」がみられる。さらには、天皇に対して講釈を行う時のための注意書きもみられる。明石巻において桐壷帝が亡霊となって光源氏の夢に現れた際、自身に「知らないうちに犯した罪」があることを語っているもののその内容について触れていないため、『河海抄』など古注釈においてこの罪が何であるかについての注釈があるが、本書では、天皇に講釈を行う場合にはこの点については触れるべきではないと注記している。
本書を利用しての講釈が行われていたことが、近衛基熙の日記『基煕公記』などに記されている。まだ本書を執筆中であった正徳3年8月25日（1713年10月14日）、この日『源氏物語』の講釈を行うとの記述が『基煕公記』に初めて現れる。この数日前である8月21日（同10月10日）には、同日付の家久宛書簡において、『源氏物語』2冊および『岷江入楚』2冊を用意するなど講釈の準備を指示している。また講釈の前日である8月22日（同10月11日）には講釈に備えて終日「抄」（＝『源氏物語』の注釈書・おそらく本書のこと）を読んで過ごしたと『基煕公記』に記されている。その後、8月28日（同10月17日）、9月3日（同10月21日）、10月24日（同12月11日）、11月15日（1714年1月1日）に『源氏物語』の講釈が行われ、11月24日（1714年1月10日）に「桐壷」の講釈を終えるとの記述、11月28日（1714年1月14日）に「帚木」の講釈を始めたとされている。

## 評価
本書が書かれた時代は、旧注の集大成である『湖月抄』が出版され、すでに新注の時代に入っているにもかかわらず、本書には新注の影響は全く認められない。このことからかつては、本書の内容は旧注そのものであり、改めて研究する価値は低いなどとされてきたが、近年では江戸時代の堂上公家社会における『源氏物語』の受容状態を反映しているなどとして再評価されつつある。

## 成立までの経緯
各巻の奥書に、巻ごとの執筆開始日と終了日が記されている。
- 巻名　本文の枚数　執筆期間
- 第01帖 桐壺 89丁 正徳2年8月9日（1712年9月9日）から正徳2年9月1日（1712年10月1日）
- 第02帖 帚木上 72丁 正徳2年9月11日（1712年10月11日）から正徳2年10月10日（1712年11月8日）
- 第03帖 帚木下 23丁 正徳2年9月11日（1712年10月11日）から正徳2年9月19日（1712年10月19日）
- 第04帖 空蝉 17丁 正徳2年10月19日（1712年11月17日）から正徳2年10月26日（1712年11月24日）
- 第05帖 夕顔 92丁 正徳2年10月26日（1712年11月24日）から正徳2年11月28日（1712年12月26日）
- 第06帖 若紫 82丁 正徳2年11月29日（1712年12月27日）から正徳2年12月22日（1713年1月18日）
- 第07帖 末摘花 93丁 正徳3年1月2日（1713年1月27日）から正徳3年1月29日（1713年2月2日）
- 第08帖 紅葉賀 88丁 正徳3年1月29日（1713年2月2日）から正徳3年2月20日（1713年3月16日）
- 第09帖 花宴 47丁 正徳3年2月20日（1713年3月16日）から正徳3年2月29日（1713年3月25日）
- 第10帖 葵上 54丁 正徳3年2月29日（1713年3月25日）から正徳3年3月12日（1713年4月6日）
- 第11帖 葵下 85丁 正徳3年3月12日（1713年4月6日）から正徳3年4月3日（1713年4月27日）
- 第12帖 賢木上 71丁 正徳3年4月3日（1713年4月27日）から正徳3年4月17日（1713年5月11日）
- 第13帖 賢木下 80丁 正徳3年4月17日（1713年5月11日）から正徳3年5月2日（1713年5月25日）
- 第14帖 花散里 19丁 正徳3年5月2日（1713年5月25日）から正徳3年5月7日（1713年5月30日）
- 第15帖 須磨上 65丁 正徳3年5月5日（1713年5月28日）から正徳3年5月23日（1713年6月15日）
- 第16帖 須磨下 98丁 正徳3年5月23日（1713年6月15日）から正徳3年閏5月25日（1713年7月17日）
- 第17帖 明石上 60丁 正徳3年閏5月25日（1713年7月17日）から正徳3年6月9日（1713年7月30日）
- 第18帖 明石下 57丁 正徳3年6月9日（1713年7月30日）から正徳3年6月29日（1713年8月19日）
- 第19帖 澪標 90丁 正徳3年6月22日（1713年8月12日）から正徳3年7月13日（1713年9月2日）
- 第20帖 蓬生 59丁 正徳3年7月13日（1713年9月2日）から正徳3年8月2日（1713年9月21日）
- 第21帖 関屋 18丁 正徳3年8月2日（1713年9月21日）から正徳3年8月5日（1713年9月24日）
- 第22帖 絵合 76丁 正徳3年8月5日（1713年9月24日）から正徳3年9月2日（1713年10月20日）
- 第23帖 松風 77丁 正徳3年9月2日（1713年10月20日）から正徳3年9月27日（1713年11月14日）
- 第24帖 薄雲 76丁 正徳3年9月27日（1713年11月14日）から正徳3年10月22日（1713年12月9日）
- 第25帖 朝顔 62丁 正徳3年10月22日（1713年12月9日）から正徳3年11月11日（1713年12月28日）
- 第26帖 乙女上 59丁 正徳3年11月11日（1713年12月28日）から正徳3年12月5日（1714年1月20日）
- 第27帖 乙女下 80丁 正徳3年12月5日（1714年1月20日）から正徳3年12月29日（1714年2月13日）
- 第28帖 玉鬘上 42丁 正徳4年1月1日（1714年2月15日）から正徳4年1月13日（1714年2月27日）
- 第29帖 玉鬘下 70丁 正徳4年1月13日（1714年2月27日）から正徳4年1月28日（1714年3月14日）
- 第30帖 初音 70丁 正徳4年1月28日（1714年3月14日）から正徳4年2月26日（1714年4月10日）
- 第31帖 胡蝶 66丁 正徳4年2月26日（1714年4月10日）から正徳4年3月25日（1714年5月8日）
- 第32帖 蛍 75丁 正徳4年3月25日（1714年5月8日）から正徳4年4月27日（1714年6月9日）
- 第33帖 常夏 83丁 正徳4年4月27日（1714年6月9日）から正徳4年5月18日（1714年6月29日）
- 第34帖 篝火 16丁 正徳4年5月18日（1714年6月29日）から正徳4年5月21日（1714年7月2日）
- 第35帖 野分 61丁 正徳4年5月21日（1714年7月2日）から正徳4年6月5日（1714年7月16日）
- 第36帖 行幸上 54丁 正徳4年6月5日（1714年7月16日）から正徳4年6月24日（1714年8月4日）
- 第37帖 行幸下 50丁 正徳4年6月24日（1714年8月4日）から正徳4年7月10日（1714年8月19日）
- 第38帖 藤袴 53丁 正徳4年7月10日（1714年8月19日）から正徳4年7月23日（1714年9月1日）
- 第39帖 槇柱上 57丁 正徳4年7月23日（1714年9月1日）から正徳4年8月04日（1714年9月12日）
- 第40帖 槇柱下 70丁 正徳4年8月04日（1714年9月12日）から正徳4年9月10日（1714年10月18日）
- 第41帖 梅枝 76丁 正徳4年9月10日（1714年10月18日）から正徳4年10月3日（1714年11月9日）
- 第42帖 藤裏葉 82丁 正徳4年10月3日（1714年11月9日）から正徳4年10月30日（1714年12月6日）
- 第43帖 若菜上一 87丁 正徳4年11月2日（1714年12月8日）から正徳4年11月22日（1714年12月28日）
- 第44帖 若菜上二 130丁 正徳4年11月23日（1714年12月29日）から正徳4年12月26日（1715年1月31日）
- 第45帖 若菜下一 86丁 正徳5年1月1日（1715年2月4日）から正徳5年1月25日（1715年2月28日）
- 第46帖 若菜下二 11丁 正徳5年1月25日（1715年2月28日）から正徳5年2月27日（1715年4月1日）
- 第47帖 柏木 75丁 正徳5年2月27日（1715年4月1日）から正徳5年3月19日（1715年4月22日）
- 第48帖 横笛 49丁 正徳5年3月19日（1715年4月22日）から正徳5年4月3日（1715年5月5日）
- 第49帖 鈴虫 32丁 正徳5年4月3日（1715年5月5日）から正徳5年4月9日（1715年5月11日）
- 第50帖 夕霧 126丁 正徳5年4月9日（1715年5月11日）から正徳5年5月8日（1715年6月9日）
- 第51帖 御法 36丁 正徳5年5月8日（1715年6月9日）から正徳5年5月17日（1715年6月18日）
- 第52帖 幻 47丁 正徳5年5月17日（1715年6月18日）から正徳5年5月25日（1715年6月26日）
- 第53帖 雲隠 6丁 正徳5年5月25日（1715年6月26日）から正徳5年5月26日（1715年6月27日）
- 第54帖 匂宮 38丁 正徳5年5月26日（1715年6月27日）から正徳5年6月8日（1715年7月8日）
- 第55帖 紅梅 46丁 正徳5年6月8日（1715年7月8日）から正徳5年6月20日（1715年7月20日）
- 第56帖 竹河上 54丁 正徳5年6月20日（1715年7月20日）から正徳5年7月2日（1715年7月31日）
- 第57帖 竹河下 54丁 正徳5年7月2日（1715年7月31日）から正徳5年7月12日（1715年8月10日）
- 第58帖 橋姫 84丁 正徳5年7月12日（1715年8月10日）から正徳5年7月30日（1715年8月28日）
- 第59帖 椎本上 46丁 正徳5年7月30日（1715年8月28日）から正徳5年8月9日（1715年9月6日）
- 第60帖 椎本下 46丁 正徳5年8月9日（1715年9月6日）から正徳5年8月16日（1715年9月13日）
- 第61帖 総角上 80丁 正徳5年8月17日（1715年9月14日）から正徳5年8月28日（1715年9月25日）
- 第62帖 総角下 99丁 正徳5年8月28日（1715年9月25日）から正徳5年9月12日（1715年10月9日）
- 第63帖 早蕨 45丁 正徳5年9月12日（1715年10月9日）から正徳5年9月18日（1715年10月15日）
- 第64帖 寄木上 88丁 正徳5年9月18日（1715年10月15日）から正徳5年10月3日（1715年10月29日）
- 第65帖 寄木下 123丁 正徳5年10月2日（1715年10月28日）から正徳5年10月24日（1715年11月19日）
- 第66帖 東屋上 78丁 正徳5年10月24日（1715年11月19日）から正徳5年11月7日（1715年12月2日）
- 第67帖 東屋下 80丁 正徳5年11月7日（1715年12月2日）から正徳5年11月19日（1715年12月14日）
- 第68帖 浮舟上 76丁 正徳5年11月19日（1715年12月14日）から正徳5年12月1日（1715年12月26日）
- 第69帖 浮舟下 94丁 正徳5年12月1日（1715年12月26日）から正徳5年12月28日（1716年1月22日）
- 第70帖 蜻蛉 130丁 正徳6年1月4日（1716年1月28日）から正徳6年2月8日（1716年3月1日）
- 第71帖 手習上 62丁 正徳6年2月8日（1716年3月1日）から正徳6年2月18日（1716年3月11日）
- 第72帖 手習下 72丁 正徳6年2月18日（1716年3月11日）から正徳6年2月28日（1716年3月21日）
- 第73帖 夢浮橋 47丁 正徳6年2月28日（1716年3月21日）から正徳6年閏2月5日（1716年3月28日）

その他、近衛基熙の日記『基煕公記』などには、以下のような本書の成立等に関する記述がみられる。
- 桐壷を書き始めた正徳2年8月9日（1712年9月9日）に北野天満宮に成就の祈願を行う。
- 夢浮橋を書き終えた後、正徳6年閏2月21日（1716年4月13日）に北野社に終功の礼を行う。
- 正徳6年閏2月25日（1716年4月17日）に一簣抄の序を書く。
- 享保2年12月15日（1718年1月16日）に一簣抄に朱を入れ終える。
- 享保2年12月16日（1718年1月17日）に北野社に神楽を奉納する。
- 享保2年12月17日（1718年1月18日）に近衛家久に一簣抄の表装についての指示を与える。

本書完成の直後、近衛基熙から孫の近衛家久への「伊勢源氏切紙伝授」が行われている。
- 享保2年12月18日（1718年1月19日）に近衛家久の父近衛家熙と伊勢源氏切紙伝授の打ち合わせを行い、「光源氏物語一函」及び「御抄一函」を文庫（陽明文庫）に納める。
- 享保2年12月23日（1718年1月24日）に近衛基煕が近衛家久に伊勢源氏切紙伝授を行う。
- 享保3年2月3日（1718年3月4日）に近衛家久が「一簣抄目録」を書き上げる。
- 享保4年5月20日（1719年7月7日）に近衛基煕が題箋73枚を書き上げる。

また、『基煕公記』享保2年10月16日（1717年11月18日）条には、近衛基煕の娘である江戸幕府第6代征夷大将軍徳川家宣正室近衛熙子との間で『一簣抄』2冊が返されてきて、次巻を借り受けたい旨申し出があった旨記されており、このとき以外にも本書を数冊づつ借り受けたり返却したりしたことを示す消息文が、いくつか陽明文庫に残されている。

## 本文

### 伝本
序文において「秘伝として他見を禁ずる」と記されている通り、現存する写本の数は少なく、広く流布した形跡はない。
- 陽明文庫蔵近衛自筆稿本
首巻及び桐壷から夢浮橋までのすべてを含む73巻からなる完本。本書にかかわるいくつかの消息文や近衛家久による「一簣抄目録」などとともに伝来している[16]。
- 宮内庁書陵部蔵本
近衛基煕自身により書写されたとみられる。首巻及び桐壷から夢浮橋までのすべてを含む73巻74冊からなる完本。近衛基煕自筆稿本と比べてみると本文もほとんど同じであるだけでなく改行や改頁の位置も同じ、表装もほとんど同じであり、複製本と言えるほどに似ている[17]。
- 陽明文庫蔵近衛家久筆本
桐壷、帚木のみの写本[18]。
- 国文学研究資料館初雁文庫本
昭和期の新写本。首巻、桐壷、夢浮橋のみの写本。

### 翻刻
- 「一簣抄総論 近衛 基煕／著」秋山虔監修島内景二・小林正明・鈴木健一編集『批評集成・源氏物語    第1巻  近世前期篇』ゆまに書房、1999年（平成11年）5月、pp. 231-240。 ISBN 4-89714-631-3
首巻及び桐壷巻の中の「作者」、「作意」、「時代」、「諸本不同」、「題号」、「源氏姓」、「準拠」、「古来称美」などについて述べられた総論的部分のみ。

## 関連文献
- 「一簣抄」藤田徳太郎編『源氏物語研究書目要覧』六文館、1932年（昭和7年）3月、p.23
- 松田武夫「源氏物語注釈史」『国語と国文学』第11巻第4号、明治書院、1934年4月、184-255頁。